# Guilty Gear
Обо всей серии игр в целом рассказывает статья Guilty Gear (серия)
Guilty Gear: The Missing Link (сокращённо GG) — видеоигра в жанре файтинг, первая в одноимённой серии.
Она была разработана японским геймдизайнером Дайсукэ Исиватари и компанией Arc System Works.
Игра была выпущена в 1998 году в Японии и Америке для платформы Sony PlayStation, а в 2001 году вышла и в Европе.
Позже, в 2005 году, она с некоторыми дополнениями была портирована на мобильные телефоны, получив название Guilty Gear Club.
Позже, Guilty Gear была выпущена для сетевого сервиса PlayStation Network в 2007 году в Японии, а в 2009 году — в Европе.
Guilty Gear представляет собой двухмерный файтинг, в котором игроку предоставляется возможность выбрать одного из десяти персонажей и побороться на арене с противником из числа тех же персонажей, которые сильно различаются и внешним видом, и стилем боя. Играть можно как против оппонента-человека, так и в одиночном режиме — против компьютера. Цель игры состоит исключительно в победе над противником в течение боя, состоящего из трёх раундов.
После американского релиза Guilty Gear получила положительные отзывы некоторых игровых журналов.
Критики отметили графику, стилизованную под аниме, и необычно красивое и аккуратное для того времени оформление всех игровых элементов, не требовавшее большого количества памяти для отображения.
Отдельной оценки удостоилась оригинальность и относительная несхожесть Guilty Gear с играми компаний Capcom и SNK, господствовавших в области выпуска файтингов.
Однако баланс в Guilty Gear оставлял желать лучшего: одни персонажи значительно превосходили других по своим возможностям.
В целом, игра была оценена как средняя, но имеющая потенциал для развития и улучшения.

## Игровой процесс
После выбора одного из доступных персонажей игроку предлагается победить противника в бою, одержав победу в двух раундах из трёх.
Против оппонента можно использовать удары разной степени мощности, броски и комбинации ударов (комбо), выполняемые движениями джойстика и нажатиями на кнопки управления.
Персонажи могут быть безоружными или иметь холодное оружие, огнестрельное и метательное оружие.
Тем не менее, некоторые персонажи способны бросать в оппонента различные предметы или сгустки энергии.
Перед началом боя игрок может выбрать только одного персонажа и не имеет права менять его ни в течение раунда, ни между раундами.
Выбрать другого персонажа можно только по окончании боя, который проходит на абсолютно ровной арене, не имеющей ни наземных, ни воздушных препятствий.
Персонажи способны передвигаться только по ширине арены и только в определённых пределах.
Это обстоятельство даёт возможность игроку зажимать противника в угол — худшее место, так как в углу резко снижается манёвренность.

### Режимы игры
Guilty Gear позволяет выбрать один из трёх режимов: Versus Mode (против человека), дающий возможность играть против другого игрока; Normal Mode (режим аркады) — одиночный режим, завершающийся двумя сражениями с боссами, и единственный, в котором раскрывается в той или иной степени сюжет игры; и Training Mode (режим тренировки), позволяющий поупражняться в выполнении отдельных приёмов и комб на неподвижном противнике. Настройки игры позволяют установить длительность раунда, но не разрешают менять количество раундов в бою и трудность прохождения одиночного режима.

### Боевая система

Скриншот игры: Кай Киске атакует Сола Бэдгая.

Список приёмов показывает, какими сочетаниями движений джойстика и нажатий кнопок вызывается та или иная атака.

Какого бы персонажа ни выбрал игрок, он и его противник начнут раунд с одинаковым количеством здоровья, но так как по чувствительности к атакам персонажи различаются, шкала жизней (всегда находится вверху экрана) у одних бойцов иссякает быстрее, чем у других.
Guilty Gear — четырёхкнопочный файтинг: это означает, что для выполнения основных ударов, которыми владеют персонажи, используются четыре кнопки. В большинстве игр подобного типа две кнопки отвечают за удары руками разной силы, оставшиеся две — за удары ногами. В Guilty Gear почти все персонажи вооружены, поэтому кнопки распределяются по-другому: удар рукой (P — Punch), удар ногой (K — Kick), слабый взмах оружием (W — Weak Slash), сильный взмах оружием (H — Heavy Slash). Важно отметить, что оружие не включено в боевую систему игры: его нельзя сломать, бросить или подобрать, оно используется исключительно для того, чтобы разнообразить анимацию приёмов. Безоружные персонажи при нажатии кнопок W или H выполняют альтернативные версии ударов руками или ногами.
Помимо стандартных ударов, все персонажи на близком расстоянии от противника способны выполнять броски, у всех есть универсальный приём — так называемый лаунчер (в последующих играх преобразованный в механику Dust), поднимающий оппонента высоко в воздух и позволяющий подпрыгнуть следом, чтобы нанести несколько ударов по беспомощному врагу. Все персонажи владеют обычным, высоким и двойным прыжком (умеют подпрыгивать второй раз в воздухе), большинство способны выполнять рывки на земле (Dash) и в воздухе (Air Dash). В игре есть возможность подразнить противника, заставив своего персонажа сказать оппоненту что-нибудь обидное, либо наоборот, выразить к нему уважение. Данные действия называются соответственно Chouhatsu (яп. 挑発 тё:хацу, «провокация», Taunt в английских версиях) и Respect (рус. уважение), причём действие Chouhatsu назначено на отдельную кнопку, тогда как Respect вынесен на одну кнопку с действием Charge (смотри ниже). Правда, поскольку игра озвучена на японском языке (в английской версии озвучивание сохранено), дразнилка может оказаться эффективной только против игрока-человека, который понимает японский: компьютер на неё не реагирует.
У каждого персонажа имеется несколько уникальных для него спецприёмов, которые возможно использовать в составе комбо; у почти всех персонажей среди означенных приёмов имеется по одному  «заряжаемому» (англ. Charge Move). Для «заряжаемых» приёмов можно инициировать процесс накопления энергии в специальной шкале, появляющейся на время зарядки над энергетической шкалой. Команда, используемая каждым персонажем для данного действия, соответствует той, что используется для выполнения «заряжаемого» приёма. Чем больше энергии было накоплено, тем мощнее получится «заряжаемый» приём в следующий раз, когда игрок захочет его выполнить.
Кроме спецприёмов, все персонажи владеют так называемыми хаотическими приёмами (англ. Chaos Move), весьма близкими к обычным в файтингах суперприёмам. Их можно выполнить при наличии полной энергетической шкалы (называемой в игре соответственно шкалой Хаоса (англ. Chaos Meter)), постоянно находящейся внизу экрана и заполняющейся в процессе боя (между раундами она не переносится) или тогда, когда у персонажа осталось менее половины от общего здоровья.
Особенностью Guilty Gear, редко встречающейся в других играх, являются приёмы, позволяющие мгновенно убить противника, сколько бы здоровья у него ни оставалось — Ichigeki Hissatsu (яп. 一撃必殺 итигэки хиссацу, убийство наверняка одним ударом). Смысл введения подобных приёмов — дать возможность отыграться в самой критической ситуации. Однако игроки неоднократно критиковали Guilty Gear за чрезмерную, по их мнению, лёгкость выполнения этих приёмов, а также за то, что попавший под такой приём проигрывал сразу весь бой. В последующих играх разработчики учли критику и пересмотрели механику в сторону увеличения рисков при её использовании.
Блок в игре делается зажатием направления «назад» на джойстике, основные удары при попадании по блоку ущерба не наносят, специальные и суперприёмы — наносят уменьшенный ущерб (т. н. Chip Damage). Этот ущерб можно свести на нет, пользуясь «продвинутым» блоком (в последующих играх получившим название Fauntless Defence), осуществляемый нажатием кнопки Respect во время блока и расходующий энергию, запасённую в шкале для Хаотических приёмов.

## Сюжет
Чтобы не загромождать текст, рядом с русским переводом приводятся только варианты имён и названий, принятые в официальных английских версиях всей серии игр
Действие Guilty Gear происходит в мире будущего, около 2180 года. В начале XXI века люди начали исследовать магию и обнаружили, что она является источником энергии невероятной мощи. Вскоре была открыта возможность трансформировать биологические объекты, как людей, так и животных, с помощью магии, превращая их в так называемые Механизмы (англ. Gears). После трансформации большинство Механизмов утрачивало свободу воли, что делало их полностью зависимыми от воли Механизма командного типа (англ. command-type Gear). После того, как лидером Механизмов стала Джастис (Justice), чьей единственной целью было уничтожение людей, подчинённые ей Механизмы обратились против человечества, начав столетнюю мировую войну, получившую название Крестовые походы (Crusades). Члены Священного Ордена (Holy Order), в который входили Клифф Андерсн (Kliff Undersn), Сол Бэдгай (Sol Badguy) и Кай Киске (Ky Kiske), нанесли поражение Джастис, которая затем была помещена в межпространственную тюрьму. Остальные Механизмы, не обладая свободным сознанием, в отсутствие командира перестали представлять угрозу, и война с ними закончилась.
Через пять лет после окончания войны Механизм по имени Тестамент (Testament), сохранивший свободу воли, начал осуществлять план по освобождению Джастис из заключения. Встревоженная этим обстоятельством, Организация Объединённых Наций объявила о начале турнира, целью которого было выявление бойцов, способных справиться с восставшим неприятелем. Сол Бэдгай, покинувший Священный Орден и ставший охотником за головами, победил Тестамента в поединке и убил Джастис, окончательно устранив угрозу новой войны.

## Персонажи
| Сводный рейтинг    | Сводный рейтинг |
| Агрегатор          | Оценка          |
| ------------------ | --------------- |
| GameRankings       | 80,4 %          |
| Иноязычные издания |                 |
| Издание            | Оценка          |
| CVG                | 5/10            |
| Game Informer      | 6/10            |
| IGN                | 8/10            |

Основные — 10 персонажей-бойцов, доступных для выбора с самого начала игры.
- Сол Бэдгай (Sol Badguy) — охотник за головами, грубоватый и резкий одиночка.
- Кай Киске (Ky Kiske) — молодой капитан полиции, во время столетней войны командовавший Священным Орденом.
- Мэй (May) — юная девушка, принявшая участие в турнире, чтобы вызволить из тюрьмы Джонни (Johnny), предводителя воздушных пиратов.
- Чипп Занафф (Chipp Zanuff) — наркоторговец, порвавший со своим ремеслом и избравший путь ниндзя.
- Доктор Лысоголовый (Dr. Baldhead) — сумасшедший доктор, вооружённый огромным скальпелем.
- Потёмкин (Potemkin) — раб, сражающийся за милитаристскую империю под названием Летучий Контитент Зепп.
- Клифф Андерсн (Kliff Undersn) — бывший руководитель Священного Ордена, передавший этот пост Каю Киске.
- Аксель Лоу (Axl Low) — невольный путешественник во времени, перенесённый из XX века в XXII.
- Зато-1 (Zato-1) — глава Синдиката Убийц, обретший власть над собственной тенью.
- Миллия Рэйдж (Millia Rage) — женщина, преследующая Зато. Интересно, что Миллия, согласно официальной биографии, русская по происхождению. Потёмкин, несмотря на фамилию, формально относится к вымышленному государству Зепп.

Боссы — 2 босса, встречающиеся игроку на последних уровнях в одиночном режиме (Arcade Mode). Боссы становятся доступны для выбора, если пройти одиночный режим за любого из основных персонажей.
- Тестамент (Testament) — второстепенный босс.
- Джастис (Justice) — основной босс.

Секретные — в игре имеется единственный секретный персонаж, Байкен (Baiken). Чтобы получить возможность играть за Байкен, нужно пройти одиночный режим за основных персонажей Сола или Кая, не проиграв ни одного боя.

## Саундтрек
Музыку к игре написал один из наиболее значительных разработчиков, Дайсукэ Исиватари. Композиции саундтрека можно отнести к таким направлениям как рок и хеви-метал. Этим Guilty Gear отличается от большей части других файтингов, в которых либо используется техно-музыка, либо музыка, которую вообще трудно отнести к какому-либо жанру. Саундтрек игры, состоящий из 27-ми композиций, был выпущен на одном диске отдельным альбомом под названием «Guilty Gear OST».
| - 1. «Prologue (Shout’n’Burning)» — 4:43 - 2. «Keep Yourself Alive» — 3:08 - 3. «Holy Orders (Be Just or Be Dead)» — 3:09 - 4. «Black Soul» — 3:10 - 5. «Unidentified Child» — 3:16 - 6. «Suck a Sage» — 3:20 - 7. «In Slave’s Glory» — 3:10 - 8. «The March of the Wicked King» — 3:17 - 9. «Writhe in Pain» — 3:13 - 10. «Suspicious Cook» — 3:09 - 11. «Pride and Glory» — 3:15 - 12. «A Fixed Idea» — 3:14 - 13. «Meet Again» — 3:18 - 14. «Momentary Life» — 1:45 | - 15. «Conclusion» — 3:09 - 16. «Prickle Man» — 0:36 - 17. «Mince» — 1:17 - 18. «I’m Oldman!» — 3:02 - 19. «Come On!» — 0:10 - 20. «METAL» — 0:25 - 21. «Death and Republic» — 1:21 - 22. «Deadend» — 0:09 - 23. «Way» — 2:44 - 24. «Play It High» — 3:16 - 25. «Love Letter From…» — 3:14 - 26. «Epilogue (The Missing Link)» — 3:22 - 27. «S.E.» — 0:09 |